# Canuto Hardeknut
No confundir con Harthacnut I de Dinamarca.
Canuto Hardeknut (1018 - 8 de junio de 1042), también conocido como Hardicanute, Hardecanute, Harthacnut o en danés Hardeknud (Canuto el Recio), fue rey de Dinamarca y de Inglaterra, hijo del rey Canuto II de Dinamarca, Noruega e Inglaterra y de Emma de Normandía. Tras la muerte de su padre en 1035, Canuto lo sucedió como rey de Dinamarca.

## Biografía
Canuto nació en el año 1018, siendo el primogénito de los dos hijos de Canuto el Grande, rey vikingo de Dinamarca, Noruega e Inglaterra, y de Emma de Normandía, viuda del rey Etelredo II de Inglaterra.
Sucede a su padre como rey de Dinamarca e Inglaterra a su muerte (12 de noviembre de 1035), pero estando en conflicto con el rey Magnus I de Noruega, no pudo partir a Inglaterra a afianzar su autoridad allí, por lo que tuvo que nombrar a su medio hermano Haroldo Harefoot —bastardo del rey Canuto con la concubina Aelgifu— como lugarteniente del reino inglés en su ausencia.
No obstante, Haroldo se proclama rey en 1037, teniendo que aceptarlo Canuto mientras continuaba su lucha contra el rey noruego, con el que finalmente llega a un acuerdo en 1038, por el cual se estipulaba que si Hardeknut moría sin descendencia su heredero sería el rey Magnus I.
Pacificada Dinamarca, Canuto se prepara para invadir Inglaterra y destronar a su infiel hermano, llegando a la ciudad de Brujas, en Flandes, donde su madre Emma estaba exiliada, en 1039. La muerte de Haroldo poco antes de la invasión (17 de marzo de 1040), le dejó a Hardeknut el camino libre para dominar Inglaterra, siendo coronado rey poco después.
Su gobierno fue impopular, provocando los impuestos excesivos con los que gravó a sus nuevos súbditos la célebre rebelión de Worcester en 1041 ante tales abusos. La revuelta fue sofocada duramente y la ciudad devastada; el relato de Lady Godiva montada desnuda sobre un caballo paseando por la ciudad de Coventry para protestar por los excesivos impuestos se habría dado durante esta época.
En 1041, Hardeknut invita a su hermano por parte de madre, Eduardo, a volver al país a gobernar como su corregente, luego de su prolongado exilio en Normandía.
Murió en la ciudad de Lambeth, el 8 de junio de 1042, a los 24 años de edad, víctima de un ataque —al parecer epiléptico— mientras estaba bebido. Fue sepultado en la catedral de Winchester. Con la muerte de Canuto Hardeknut también finaliza el reinado de los anglo-daneses.